# Contea di Jidong
La contea di Jidong (鸡东县S, Jīdōng XiànP) è una contea della Cina, situata nella provincia di Heilongjiang e amministrata dalla prefettura di Jixi.